# Sorbato de calcio
El sorbato de calcio es la sal cálcica del ácido sórbico, un ácido graso poliinsaturado. La fórmula molecular del sorbato de calcio es C12H14CaO4  y su masa molar es de 262,32 gramos por mol. Su código en la Unión Europea es E-203.

## Usos
Se emplea en diferentes alimentos y productos como por ejemplo: mayonesas, quesos, pan en rebanadas, mermeladas, margarinas y zumos de frutas. También se emplea en cosméticos, tabaco de mascar y como tratamiento para envoltorios de alimentos.

## Salud
Este conservante no se puede añadir a los alimentos en la Unión Europea desde el doce de agosto de 2018.